# گورنسدورف
گورنسدورف (به آلمانی: Gornsdorf) یک شهر در آلمان است که در ارتسگبیرگسکرایس واقع شده‌است. گورنسدورف ۲٬۲۳۸ نفر جمعیت دارد.